# Mister Mellow
Mister Mellow è il terzo album in studio del cantante statunitense Washed Out, pubblicato nel 2017.

## Tracce
Testi e musiche di Ernest Greene.
1. Title Card – 0:30
2. Burn Out Blues – 3:43
3. Time Off – 1:01
4. Floating By – 3:41
5. I've Been Dreaming My Entire Life – 2:09
6. Hard to Say Goodbye – 4:12
7. Down and Out – 1:07
8. Instant Calm – 2:09
9. Zonked – 1:10
10. Get Lost – 4:04
11. Easy Does It – 0:52
12. Million Miles Away – 4:47